# A.T.Mödell
A.T.Mödell es una banda española de género electro-industrial en activo desde 2010.

## Discografía
El primer trabajo de la banda se distribuyó con licencia Creative Commons, por lo que se puede conseguir vía libre descarga en su página oficial, entre otras. Las formas de obtener un disco físico de la banda son mediante servicios de creación bajo demanda en páginas especializadas.
El álbum Noise Therapy (Special Treatment edition) contó con un disco extra de remezclas por colaboración de Julio Nexus, frontman de Interfront.
El álbum Apocalyptophilia fue lanzado a través de la discográfica Danse Macabre Records.
Los álbumes Wired for Evil y Epic Nightmares están disponibles como libre descarga en su página web.
| Disco                                     | Lanzamiento              | Formato        | Distribución              |
| ----------------------------------------- | ------------------------ | -------------- | ------------------------- |
| Noise Therapy                             | 11 de noviembre de 2011  | Álbum sencillo | Creative Commons NC-BY-SA |
| Noise Therapy (Special Treatment edition) | 21 de septiembre de 2012 | Álbum doble    | Creative Commons NC-BY-SA |
| Apocalyptophilia                          | 24 de mayo de 2013       | Álbum sencillo | Danse Macabre Records     |
| Wired for evil                            | 1 de octubre de 2014     | Álbum sencillo | Auto-producido            |
| Epic Nightmares                           | 30 de octubre de 2015    | Álbum sencillo | Auto-producido            |